# Список астероїдів (159401—159500)
| Назва               | Тимчасове позначення | Дата відкриття    | Місце відкриття        | Відкривач                   |
| ------------------- | -------------------- | ----------------- | ---------------------- | --------------------------- |
| (159401) 1998 VM22  | 1998 VM22            | 10 листопада 1998 | Сокорро (Нью-Мексико)  | LINEAR                      |
| (159402) 1999 AP10  | 1999 AP10            | 14 січня 1999     | Сокорро (Нью-Мексико)  | LINEAR                      |
| (159403) 1999 CN141 | 1999 CN141           | 10 лютого 1999    | Обсерваторія Кітт-Пік  | Spacewatch                  |
| (159404) 1999 FX34  | 1999 FX34            | 19 березня 1999   | Сокорро (Нью-Мексико)  | LINEAR                      |
| (159405) 1999 JG110 | 1999 JG110           | 13 травня 1999    | Сокорро (Нью-Мексико)  | LINEAR                      |
| (159406) 1999 KO    | 1999 KO              | 16 травня 1999    | Каталінський огляд     | Каталінський огляд          |
| (159407) 1999 NW51  | 1999 NW51            | 12 липня 1999     | Сокорро (Нью-Мексико)  | LINEAR                      |
| (159408) 1999 NU53  | 1999 NU53            | 12 липня 1999     | Сокорро (Нью-Мексико)  | LINEAR                      |
| 159409 Ратт (Ratte) | 1999 OJ              | 16 липня 1999     | Обсерваторія Пізе      | Обсерваторія Пізе           |
| (159410) 1999 RU122 | 1999 RU122           | 9 вересня 1999    | Сокорро (Нью-Мексико)  | LINEAR                      |
| (159411) 1999 RG126 | 1999 RG126           | 9 вересня 1999    | Сокорро (Нью-Мексико)  | LINEAR                      |
| (159412) 1999 RZ133 | 1999 RZ133           | 9 вересня 1999    | Сокорро (Нью-Мексико)  | LINEAR                      |
| (159413) 1999 RS145 | 1999 RS145           | 9 вересня 1999    | Сокорро (Нью-Мексико)  | LINEAR                      |
| (159414) 1999 RN178 | 1999 RN178           | 9 вересня 1999    | Сокорро (Нью-Мексико)  | LINEAR                      |
| (159415) 1999 RL189 | 1999 RL189           | 9 вересня 1999    | Сокорро (Нью-Мексико)  | LINEAR                      |
| (159416) 1999 RV201 | 1999 RV201           | 8 вересня 1999    | Сокорро (Нью-Мексико)  | LINEAR                      |
| (159417) 1999 RM232 | 1999 RM232           | 9 вересня 1999    | Станція Андерсон-Меса  | LONEOS                      |
| (159418) 1999 RD233 | 1999 RD233           | 8 вересня 1999    | Станція Андерсон-Меса  | LONEOS                      |
| (159419) 1999 SQ6   | 1999 SQ6             | 30 вересня 1999   | Сокорро (Нью-Мексико)  | LINEAR                      |
| (159420) 1999 SN14  | 1999 SN14            | 30 вересня 1999   | Каталінський огляд     | Каталінський огляд          |
| (159421) 1999 TN10  | 1999 TN10            | 8 жовтня 1999     | Обсерваторія Пістоїєзе | Лучано Тезі, Маура Томбеллі |
| (159422) 1999 TL34  | 1999 TL34            | 3 жовтня 1999     | Каталінський огляд     | Каталінський огляд          |
| (159423) 1999 TQ75  | 1999 TQ75            | 10 жовтня 1999    | Обсерваторія Кітт-Пік  | Spacewatch                  |
| (159424) 1999 TD97  | 1999 TD97            | 2 жовтня 1999     | Сокорро (Нью-Мексико)  | LINEAR                      |
| (159425) 1999 TY151 | 1999 TY151           | 7 жовтня 1999     | Сокорро (Нью-Мексико)  | LINEAR                      |
| (159426) 1999 TJ265 | 1999 TJ265           | 3 жовтня 1999     | Сокорро (Нью-Мексико)  | LINEAR                      |
| (159427) 1999 TG268 | 1999 TG268           | 3 жовтня 1999     | Сокорро (Нью-Мексико)  | LINEAR                      |
| (159428) 1999 UH4   | 1999 UH4             | 31 жовтня 1999    | Обсерваторія Оахака    | Джеймс Рой                  |
| (159429) 1999 UM20  | 1999 UM20            | 31 жовтня 1999    | Обсерваторія Кітт-Пік  | Spacewatch                  |
| (159430) 1999 UL50  | 1999 UL50            | 30 жовтня 1999    | Каталінський огляд     | Каталінський огляд          |
| (159431) 1999 VT18  | 1999 VT18            | 2 листопада 1999  | Обсерваторія Кітт-Пік  | Spacewatch                  |
| (159432) 1999 VW18  | 1999 VW18            | 2 листопада 1999  | Обсерваторія Кітт-Пік  | Spacewatch                  |
| (159433) 1999 VO93  | 1999 VO93            | 9 листопада 1999  | Сокорро (Нью-Мексико)  | LINEAR                      |
| (159434) 1999 VQ94  | 1999 VQ94            | 9 листопада 1999  | Сокорро (Нью-Мексико)  | LINEAR                      |
| (159435) 1999 VJ178 | 1999 VJ178           | 6 листопада 1999  | Сокорро (Нью-Мексико)  | LINEAR                      |
| (159436) 1999 VS178 | 1999 VS178           | 6 листопада 1999  | Сокорро (Нью-Мексико)  | LINEAR                      |
| (159437) 1999 VS208 | 1999 VS208           | 11 листопада 1999 | Обсерваторія Кітт-Пік  | Spacewatch                  |
| (159438) 1999 XM3   | 1999 XM3             | 4 грудня 1999     | Каталінський огляд     | Каталінський огляд          |
| (159439) 1999 XR12  | 1999 XR12            | 5 грудня 1999     | Сокорро (Нью-Мексико)  | LINEAR                      |
| (159440) 1999 XL62  | 1999 XL62            | 7 грудня 1999     | Сокорро (Нью-Мексико)  | LINEAR                      |
| (159441) 1999 XZ88  | 1999 XZ88            | 7 грудня 1999     | Сокорро (Нью-Мексико)  | LINEAR                      |
| (159442) 1999 XY152 | 1999 XY152           | 7 грудня 1999     | Сокорро (Нью-Мексико)  | LINEAR                      |
| (159443) 1999 XD171 | 1999 XD171           | 10 грудня 1999    | Сокорро (Нью-Мексико)  | LINEAR                      |
| (159444) 1999 XN209 | 1999 XN209           | 13 грудня 1999    | Сокорро (Нью-Мексико)  | LINEAR                      |
| (159445) 2000 AA25  | 2000 AA25            | 3 січня 2000      | Сокорро (Нью-Мексико)  | LINEAR                      |
| (159446) 2000 AF83  | 2000 AF83            | 5 січня 2000      | Сокорро (Нью-Мексико)  | LINEAR                      |
| (159447) 2000 AT107 | 2000 AT107           | 5 січня 2000      | Сокорро (Нью-Мексико)  | LINEAR                      |
| (159448) 2000 AH199 | 2000 AH199           | 9 січня 2000      | Сокорро (Нью-Мексико)  | LINEAR                      |
| (159449) 2000 AD224 | 2000 AD224           | 10 січня 2000     | Обсерваторія Кітт-Пік  | Spacewatch                  |
| (159450) 2000 BK33  | 2000 BK33            | 30 січня 2000     | Обсерваторія Кітт-Пік  | Spacewatch                  |
| (159451) 2000 BB38  | 2000 BB38            | 28 січня 2000     | Обсерваторія Кітт-Пік  | Spacewatch                  |
| (159452) 2000 BC38  | 2000 BC38            | 28 січня 2000     | Обсерваторія Кітт-Пік  | Spacewatch                  |
| (159453) 2000 BH44  | 2000 BH44            | 28 січня 2000     | Обсерваторія Кітт-Пік  | Spacewatch                  |
| (159454) 2000 DJ8   | 2000 DJ8             | 26 лютого 2000    | Сокорро (Нью-Мексико)  | LINEAR                      |
| (159455) 2000 DD32  | 2000 DD32            | 29 лютого 2000    | Сокорро (Нью-Мексико)  | LINEAR                      |
| (159456) 2000 ER131 | 2000 ER131           | 11 березня 2000   | Станція Андерсон-Меса  | LONEOS                      |
| (159457) 2000 JP38  | 2000 JP38            | 7 травня 2000     | Сокорро (Нью-Мексико)  | LINEAR                      |
| (159458) 2000 JW83  | 2000 JW83            | 5 травня 2000     | Сокорро (Нью-Мексико)  | LINEAR                      |
| (159459) 2000 KB    | 2000 KB              | 22 травня 2000    | Станція Андерсон-Меса  | LONEOS                      |
| (159460) 2000 KP66  | 2000 KP66            | 28 травня 2000    | Станція Андерсон-Меса  | LONEOS                      |
| (159461) 2000 OR    | 2000 OR              | 23 липня 2000     | Обсерваторія Ріді-Крик | Джон Бротон                 |
| (159462) 2000 OO3   | 2000 OO3             | 24 липня 2000     | Сокорро (Нью-Мексико)  | LINEAR                      |
| (159463) 2000 PM7   | 2000 PM7             | 2 серпня 2000     | Сокорро (Нью-Мексико)  | LINEAR                      |
| (159464) 2000 PP23  | 2000 PP23            | 2 серпня 2000     | Сокорро (Нью-Мексико)  | LINEAR                      |
| (159465) 2000 QJ2   | 2000 QJ2             | 24 серпня 2000    | Сокорро (Нью-Мексико)  | LINEAR                      |
| (159466) 2000 QB10  | 2000 QB10            | 24 серпня 2000    | Сокорро (Нью-Мексико)  | LINEAR                      |
| (159467) 2000 QK25  | 2000 QK25            | 26 серпня 2000    | Сокорро (Нью-Мексико)  | LINEAR                      |
| (159468) 2000 QG107 | 2000 QG107           | 29 серпня 2000    | Сокорро (Нью-Мексико)  | LINEAR                      |
| (159469) 2000 QZ117 | 2000 QZ117           | 25 серпня 2000    | Сокорро (Нью-Мексико)  | LINEAR                      |
| (159470) 2000 QW119 | 2000 QW119           | 25 серпня 2000    | Сокорро (Нью-Мексико)  | LINEAR                      |
| (159471) 2000 QH122 | 2000 QH122           | 25 серпня 2000    | Сокорро (Нью-Мексико)  | LINEAR                      |
| (159472) 2000 QA176 | 2000 QA176           | 31 серпня 2000    | Сокорро (Нью-Мексико)  | LINEAR                      |
| (159473) 2000 RB    | 2000 RB              | 1 вересня 2000    | Сокорро (Нью-Мексико)  | LINEAR                      |
| (159474) 2000 RU3   | 2000 RU3             | 1 вересня 2000    | Сокорро (Нью-Мексико)  | LINEAR                      |
| (159475) 2000 RU67  | 2000 RU67            | 1 вересня 2000    | Сокорро (Нью-Мексико)  | LINEAR                      |
| (159476) 2000 RH79  | 2000 RH79            | 9 вересня 2000    | Сокорро (Нью-Мексико)  | LINEAR                      |
| (159477) 2000 SE    | 2000 SE              | 17 вересня 2000   | Сокорро (Нью-Мексико)  | LINEAR                      |
| (159478) 2000 SZ17  | 2000 SZ17            | 23 вересня 2000   | Сокорро (Нью-Мексико)  | LINEAR                      |
| (159479) 2000 SY33  | 2000 SY33            | 24 вересня 2000   | Сокорро (Нью-Мексико)  | LINEAR                      |
| (159480) 2000 SR66  | 2000 SR66            | 24 вересня 2000   | Сокорро (Нью-Мексико)  | LINEAR                      |
| (159481) 2000 SX147 | 2000 SX147           | 24 вересня 2000   | Сокорро (Нью-Мексико)  | LINEAR                      |
| (159482) 2000 SF166 | 2000 SF166           | 23 вересня 2000   | Сокорро (Нью-Мексико)  | LINEAR                      |
| (159483) 2000 SO170 | 2000 SO170           | 24 вересня 2000   | Сокорро (Нью-Мексико)  | LINEAR                      |
| (159484) 2000 SS232 | 2000 SS232           | 30 вересня 2000   | Сокорро (Нью-Мексико)  | LINEAR                      |
| (159485) 2000 SX238 | 2000 SX238           | 26 вересня 2000   | Сокорро (Нью-Мексико)  | LINEAR                      |
| (159486) 2000 SY252 | 2000 SY252           | 24 вересня 2000   | Сокорро (Нью-Мексико)  | LINEAR                      |
| (159487) 2000 SD304 | 2000 SD304           | 30 вересня 2000   | Сокорро (Нью-Мексико)  | LINEAR                      |
| (159488) 2000 SB306 | 2000 SB306           | 30 вересня 2000   | Сокорро (Нью-Мексико)  | LINEAR                      |
| (159489) 2000 SJ334 | 2000 SJ334           | 26 вересня 2000   | Обсерваторія Галеакала | NEAT                        |
| (159490) 2000 TM29  | 2000 TM29            | 3 жовтня 2000     | Сокорро (Нью-Мексико)  | LINEAR                      |
| (159491) 2000 TZ29  | 2000 TZ29            | 4 жовтня 2000     | Сокорро (Нью-Мексико)  | LINEAR                      |
| (159492) 2000 TN43  | 2000 TN43            | 1 жовтня 2000     | Сокорро (Нью-Мексико)  | LINEAR                      |
| (159493) 2000 UA    | 2000 UA              | 17 жовтня 2000    | Сокорро (Нью-Мексико)  | LINEAR                      |
| (159494) 2000 UT10  | 2000 UT10            | 24 жовтня 2000    | Сокорро (Нью-Мексико)  | LINEAR                      |
| (159495) 2000 UV16  | 2000 UV16            | 30 жовтня 2000    | Сокорро (Нью-Мексико)  | LINEAR                      |
| (159496) 2000 UV17  | 2000 UV17            | 24 жовтня 2000    | Сокорро (Нью-Мексико)  | LINEAR                      |
| (159497) 2000 UV23  | 2000 UV23            | 24 жовтня 2000    | Сокорро (Нью-Мексико)  | LINEAR                      |
| (159498) 2000 UJ26  | 2000 UJ26            | 24 жовтня 2000    | Сокорро (Нью-Мексико)  | LINEAR                      |
| (159499) 2000 UH38  | 2000 UH38            | 24 жовтня 2000    | Сокорро (Нью-Мексико)  | LINEAR                      |
| (159500) 2000 UR46  | 2000 UR46            | 24 жовтня 2000    | Сокорро (Нью-Мексико)  | LINEAR                      |